# Несравненный 9-й полк лёгкой пехоты
9-й несравненный полк лёгкой пехоты (фр. 9e régiment d'infanterie légère) — полк лёгкой пехоты Франции периода наполеоновских войн.

## История Полка
История 9-го легкопехотного полка начинается в 1754 году, с создания нерегулярного корпуса иностранных наемников, набранных для борьбы за короля Франции Людовика XV, «Volontaires de Clermont-Prince». В состав полка, предназначенного для сражения в авангарде армии, входили гренадеры и драгуны. После Семилетней войны полк претерпел ряд изменений, став в 1763 году Клермонским легионом, а затем, после смены собственника, Легионом де Конде в 1766 году. В 1766 году полк был распущен.